# Polyodon
Polyodon is een geslacht van straalvinnige vissen uit de familie van lepelsteuren (Polyodontidae), orde van steurachtigen (Acipenseriformes).

## Soorten
- Polyodon spathula (Walbaum, 1792) – Amerikaanse lepelsteur